# Life in Technicolor II
Life in Technicolor II (стилизована као Life in Technicolor ii) песма је групе Coldplay са ЕП-а Prospekt's March издата као сингл 2. фебруара 2009.  Представља употпуњену вокалну верзију инструменталне нумере Life in Technicolor са албума Viva la Vida or Death and All His Friends. Била је номинована два пута за Греми.

## Музички спот
Спот почиње представом за децу у виду луткарског позоришта након које се појављују чланови групе, такође у облику лутки. Како време одмиче, атмосфера све више подсећа на уживо концерт — појављују се мотори, лутка Криса Мартина се баца у публику, лутке гитариста растурају појачало својим гитарама. На крају чланови групе одлазе минијатурним хеликоптером након што лутка Вила Чемпиона баца своје палице за бубњеве у публику. Сва ова дешавања прате и шокирани родитељи деце.

## Списак песама
| №  | Назив                                           | Трајање |  |
| 1. | Life in Technicolor II                          | 4:05    |  |
| 2. | Life in Technicolor II (Live at The O2, London) | 3:36    |  |
| 3. | The Goldrush                                    | 2:29    |  |

| №  | Назив                               | Трајање |  |
| 1. | Life in Technicolor II (Radio edit) | 3:12    |  |

| №  | Назив                                 | Трајање |  |
| 1. | Life in Technicolor II (Pop edit)     | 3:14    |  |
| 2. | Life in Technicolor II (Radio edit)   | 3:37    |  |
| 3. | Life in Technicolor II (Instrumental) | 4:06    |  |

| №  | Назив                                             | Трајање |  |
| 1. | Life in Technicolor II (Radio edit)               | 3:37    |  |
| 2. | Life in Technicolor II (Prospekt's March version) | 4:05    |  |

| №  | Назив                  | Трајање |  |
| 1. | Life in Technicolor II | 4:05    |  |
| 2. | The Goldrush           | 2:29    |  |